# El Tunal (delstaten Mexiko)
El Tunal är en ort i kommunen San Felipe del Progreso i delstaten Mexiko i Mexiko. Samhället hade 2 374 invånare vid folkräkningen 2020.